# Антрахинон-1,7-дисульфокислота
Антрахино́н-1,7-дису́льфокислота́ (антрахинон-2,8-дисульфокислота) — органическое соединение, производное антрахинона с формулой C14H8O8S2. Динатриевая соль антрахинон-1,7-дисульфокислоты использовалась в фотографии под названием «пинакриптол белый» как десенсибилизирующий краситель.
Торговые названия динатриевой соли антрахинон-1,7-дисульфокислоты: Pina-Weiss, Denoxane (ФРГ/Германия, Agfa), Orwo D903 (ГДР, Orwo).

## История
В 1942 году Рауль A. A. Дюпон опубликовал статью в журнале «Bulletin des Sociétés Chimiques Belges», где показал, что десенсибилизатор, продаваемый под торговым названием «Pina-Weiss» является динатриевой солью антрахинон-1,7-дисульфокислоты.

## Физические и химические свойства
Антрахинон-1,7-дисульфокислота — сильная кислота, при взаимодействии с тионилхлоридом, оксихлоридом фосфора и пятихлористым фосфором образуют сульфохлориды. При нагревании с разбавленной серной кислотой десульфируется. Цинк в водном растворе аммиака восстанавливает соединение до 1,7-дисульфокислоты антрацена, в водных растворах щелочей — до 1,7-дисульфокислоты антрагидрохинона.
Сульфогруппы в антрахинон-1,7-дисульфокислоте могут быть заменены на амино-, гидрокси-, алкил- и арил-гидроксогруппы, а также на атом хлора.
Антрахинон-1,7-дисульфокислота не поддается дальнейшему сульфированию и нитрованию. Если пытаться обработать ее олеумом при высоких температурах, то происходит гидроксилирование ядра.
Динатриевая соль антрахинон-1,7-дисульфокислоты оказывает сильное десенсибилизирующее действие на панхроматическую фотографическую эмульсию и в меньшей степени — на ортохроматическую, что позволяет выполнять визуальный контроль проявления. Не вызывает окрашивания рук, эмульсии и посуды. Другие сульфокислоты антрахинона с замещением по позиции 2 (антрахинон-2-сульфокислота и антрахинон-2,7-дисульфокислота) также применяются в фотографии, но не в качестве десенсибилизаторов, а в качестве антивуалирующих средств.

## Получение
Антрахинон-1,7-дисульфокислота образуется при сульфировании антрахинона олеумом в присутствии солей ртути с выходом около 15 % вместе с другими дисульфокислотами (−1,5, −1,6 и −1,8), но при таком способе получения разделение изомеров затруднено.
Другой способ получения антрахинон-1,7-дисульфокислоты — сульфирование 48 % олеумом антрахинон-2-сульфокислоты с окисью ртути. В таком случае, вторичным продуктом будет только антрахинон-1,6-дисульфокислота.

## Применение
Пинакриптол белый применяется в составе проявителя. Выпускался в форме таблеток, которые содержали, помимо пинакриптола белого, сульфит натрия, метилцеллюлозу и наполнитель. Таблетку следовало растворять в 20—30 мл. теплой воды. При вливании бесцветного раствора десенсибилизатора в проявитель возможно окрашивание готового раствора в коричневый цвет, что не оказывает влияния на результат проявления. После начала проявления в темноте в течение 2—4 минут возможно дальнейшее контролируемое проявление панхроматического фотоматериала при светло-зеленом свете.
Для некоторых мелкозернистых проявителей добавление 20 мл. (одна порция) пинакриптола белого повышает оптимальную температуру проявления, при которой сохраняется мелкозернистость, до 21—22 °C. При увеличении порции десенсибилизатора до 30—40 мл возможно проводить проявление при 25—27 °C. Дальнейшее увеличение дозы приводит к недодержанным негативам.